# История Александрова
Интересным памятником гражданской архитектуры был Александровский Императорский конный завод(построен в 1761-1781 годах).Когда-то представлял собой в плане каре и занимал целый квартал(ул.Восстания 1905 года,Больничный проезд,ул.Революции,Нагорный переулок).В 1817 г.из-за дороговизны содержания завод был закрыт,а через год сгорели все деревянные постройки завода.В каменных зданиях после ремонта разместили воинскую часть.В 1905 году здесь солдатами была расстреляна демонстрация восставших рабочих.В 1926 году комсомольцы приспособили часть помещений под клуб железнодорожников,а остальные были отданы под жильё.Большинство построек снесено в 1970-80 годах,последние жильцы были расселены в 1986 году.Сейчас на этом месте находится школа N1 и девятиэтажный дом.В настоящее время сохранилась небольшая часть здания(ул.Революции,д.45).

## Происхождение названия
Существуют несколько версий происхождения названия города Александров. Три из них выдвинуты первым местным краеведом Н. С. Стромиловым (1842—1895 гг.).
По первой из них Стромилов делает предположение, что так «…назвали Новую Слободу, в отличие от другой, в пяти вёрстах от неё стоящей, по пути к Переславлю…», то есть в XV веке новое село было названо Александровским «…в отличие от другого села Александровское на Костроме». О нём упоминается во второй духовной грамоте (1328—1341 гг.) Ивана I Калиты.
По второй, Стромилов предполагает, что великий князь Александр Невский, навещая своего отца в Переславле, несколько раз «стоял станом» именно на том месте, где и возникло впоследствии село Александровское. Из чего он делает вывод, что в XIII веке могло быть заложено селение «Александрово» по имени основателя — Александра Невского. До сих пор не найдено ни одного документа, подтверждающего эту версию.
По третьей версии Стромилова данная местность могла быть названа по имени одного из двух её владельцев, живших в разное время. Это мог быть князь Александр Иванович Ростовский, праправнук князя Ивана Калиты, живший в XV веке. У него было прозвище «Хохолок», а «так как в его имении около слободы Александровой издавна существовала и до сего времени находится деревня Хохловка, а в 30 вёрстах от Александровой Слободы в XVI веке была вотчина князей Приимковых-Ростовских…», то местность рядом с владением князя Александра Ростовского, деревней Хохловка, и названа была в его честь — Александрово. Также Стромилов не исключает, что название дано в честь боярина Александра Владимировича, жившего при князе Юрии Дмитриевиче. Боярин Александр Владимирович был вотчинник тогда села, а ныне деревни Зеленцино, деревни Запрудное (ныне не существует) на реке Серой, сёл Рыкулино и Высокое (ныне не существует), в XV веке находившихся на территории современного Александровского района.
По версии краеведов С. Б. Веселовского и Л. С. Строганова название пошло от хозяина Слободы Александра Ивановича Старкова (конец XV — начало XVI вв.). Авторы основываются на записях писцов 1506—1510 гг., согласно которым брат Александра Ивановича Старкова, Алексей, переименовал Александровскую Слободу, доставшуюся ему в наследство от брата, в село Александровское. Анализируя записи, датированные 1519 годом, Строганов обращает внимание на упоминание пяти деревень, в том числе и Александровской, — «Великого князя деревни купленные, что были Москатиньевых…» — которая, по его мнению, расположена на территории современного Александрова.

## Древний мир и средние века
Первые поселения на территории современного Александрова могли появиться ещё в эпоху мезолита, на что косвенно указывают археологические исследования, проведённые в 1992 году местными краеведами М. Жилиным и А. Бакаевым. В ходе этих изысканий обнаружены стоянки людей того периода в верховьях реки Малый Киржач, на территории современных сёл и деревень Годуново, Малые Вески, Чернецкое, Еловка, Пречистино и др. 3—1,5 тыс. лет назад, в эпоху раннего железа, в границах современного Александровского района формируются поселения дьяковской культуры. Среди них городища Рупусово около деревни Рупусово и Золотая Чаша близ деревни Антонка.
В долетописное время земли окрест Александрова были заселены финно-угорским племенем меря. Меря занимала близлежащие к Александрову территории: район озёр Неро и Плещеево, Суздальско-Юрьевское Ополье. В конце первого тысячелетия с мерянами (да и между собой) смешались пришедшие славянские племена: с северо-запада — ильменские словене, с запада — кривичи, с юга-запада — вятичи.
На рубеже 1-го и 2-го тысячелетий, после возникновения государственности на Руси и принятия христианства, александровские земли входят в состав Ростово-Суздальского княжества, с 1175 по 1302 гг. — в состав Переславль-Залесского княжества, после чего становятся землями княжества Московского.

## Великая Слобода
В 1325 году на престол Московского княжества восходит Иван Данилович Калита. В его политике, направленной на усиление своего княжества, важную роль играл древнейший на Руси способ освоения опустевших после татарского разорения земель — заселение их слободами. То есть князь разрешал на льготных условиях селиться на своих землях «людям из иных княжений», или «пришлым». С 1328 года Александровская земля активно заселяется слободами. В числе слободчиков Ивана Калиты был Андрей Кобыла, сын которого Фёдор Кошка стал родоначальником Российского Императорского Дома Романовых.
Селение, где был двор Андрея Кобылы, стало именоваться Кобылина Слобода, в наши дни на её месте деревня Калинино (10 км от Александрова).
С 1340 года началось освоение Александровской земли митрополией. Митрополит Алексей получает от Симеона Гордого, занимавшего великокняжеский престол с 1340 по 1353 гг., в лично владение село Каринское на Большой Слободской дороге (см. ниже).
Впоследствии московский князь устанавливает подать на утратившие тогда свои привилегии и свободу слободки, раздаёт их своим служилым людям в вотчину. Митрополит делает то же самое. Земли были поделены на волости и станы. Так на полпути от Троицкого монастыря к Переславлю-Залесскому, на границе Залесья с Опольем появилась волость Великая Слобода. В неё вошли мелкие слободы и слободки митрополичьей земли. Значимость волости Великая Слобода придало её выгодное экономико-географическое положение, так как издревле между Переславлем, Владимиром, Суздалем и Ростовом сложились тесные политические и экономические отношения. До конца не установлены границы волости, однако ясно то, что Большая Слободская дорога (из Москвы в Ростов), проходила, в том числе и через территорию современного Александрова.
По документам от 1473 года центральным селом Слобода в волости Великая Слобода владел боярин Александр Иванович Старков, служивший у князя Юрия Дмитриевича Галицкого. После смерти бездетного Александра село переходит к его брату Алексею, и по одной из версий называется Александровским. А когда центр волости перемещается в Новое село Александровское, село Старковых уже именуют «Старая Слобода».

## Новое село Александровское
Документальная история непосредственно Александровской Слободы начинается с начала XVI века, с момента вступления на престол Василия III. Василий III периодически совершал богомольные походы, и первый такой поход был зафиксирован в 1510 году по Старослободской дороге в Переславль. Примерно в это же время, в 1510-е годы, по одной из версий, князь Василий III купил вотчину Москатиньевых (пять бесхозных деревень) в центральной части волости Великая Слобода и основал Новое село Александровское (часть земель была завещана ему отцом Иваном III в духовной грамоте от 1504 года).
Здесь Василий III приказывает строить великокняжеский двор. Изначально это были деревянные и каменные здания, сооруженные русскими и итальянскими мастерами. Рукописный служебник XVI века донёс до нашего времени приписку, что «в 1514 году в Слободе священа была церковь Покрова». В некоторых источниках завершение строительства Покровской церкви (ныне Троицкий Собор) датируется 1513 годом, который принимается как год основания Александровской Слободы. Правда новое название великокняжеское село получает несколько позже.
Новое село Александровское становится местом частого посещения князя Василия III. Здесь он останавливался, совершая второй — в 1516 году и третий — в 1525 году «богомольные походы» по замоскворецким монастырям. С 1526 по 1533 годы Василий III постоянно приезжает в Новое Александровское село со своей женой Еленой Глинской. В 1528 году, когда Новая Александровская Слобода стала уже великокняжеской резиденцией, Василий III принимал тут послов казанского хана Сафа-Гирея, приезжавших с целью заключения мирного договора.
В 1530 году великий князь закладывает церковь в честь Благовещения (до наших дней не сохранилась). Как отмечают летописи, в 1533 году на огромных территориях, включавших в себя и Александровскую Слободу, случается сильнейшая засуха; в этом же году умирает князь Василий III. В 1534 году Елена Глинская приказывает строить укрепления в Новом селе Александровском, сделать из загородной резиденции крепость, которая защитила бы, в случае чего, от внутренних врагов.

## Александровская слобода при Иване Грозном
С 1532 по 1563 годы летописи фиксируют 11 приездов Ивана IV в Александрову Слободу. 3 декабря 1564 года Иван Грозный с семьей неожиданно для всех уезжает из столицы на богомолье. С собой царь берет казну, личную библиотеку, иконы и символы власти. Посетив село Коломенское, он не стал возвращаться в Москву и, проскитавшись несколько недель, останавливается в Александровской слободе. 3 января 1565 года он объявил о своём отречении от престола, по причине «гнева» на бояр, церковных, воеводских и приказных людей. Уже к осени 1565 года в Александрову слободу сходятся все нити внутреннего управления. На 17 лет Александровская Слобода становится де-факто политической и культурной столицей Русского государства, а также центром опричнины.
В Александровской Слободе принимаются делегации послов разных стран: Швеции (1567 год), Австрийской империи и Речи Посполитой (1572), Дании (1578), Англии и др. Отсюда царь совершал победоносные походы на Тверь, Новгород, Клин и Торжок, о чем свидетельствуют царские трофеи: Тверские врата работы русских мастеров 1334—1357 годов и Новгородские врата (Васильевские), созданные новгородскими мастерами в 1336 году по заказу архиепископа Новгородского Василия. Оба эти произведения искусства до сих пор украшают соответственно западный и южный порталы Троицкого собора.
Начатое в Москве печатное дело, основателем которого был Иван Фёдоров, продолжилось в Александровой Слободе. Сам Иван Фёдоров уехал в Литву, но в его печатне работал некий Тимофей Невежа, сын которого, Андроник Тимофеевич Невежа, напечатал в Александровой Слободе в 1568 году фёдоровским шрифтом первую учебную книгу — «Псалтирь-учебную». 20 июня 1576 года выходит второе издание «Псалтири-учебной», вошедшей в историю российского книгопечатания как Псалтырь Слободская.
В Александровой Слободе была основана первая на Руси консерватория. Сюда привозили по указу Ивана Грозного лучших музыкантов и певцов, среди которых были всемирно известные мастера хорового пения Иван Нос и Фёдор Христианин. Сам царь также принимал участие в сочинении музыкальных произведений: сохранилось его «Творение царя Иоанна».
В 1571 году в Александрову Слободу со всех уголков Руси на смотр невест царю привозят две тысячи девушек. Из них себе в жёны он выбирает Марфу Собакину (третья жена), которая умирает менее чем через две недели при таинственных обстоятельствах. Всего же во время пребывания в Слободе Иван IV женился 6 раз. Четыре из них умерли при загадочных обстоятельствах, которые теперь стали легендами. Например, Мария Долгорукая (пятая жена), пребывала в роли царицы всего одни сутки — царь заподозрил её в неверности и, как гласит легенда, в колымаге на ярых конях приказал утопить в реке Серой.
В 1581 году в Александровой Слободе происходит трагическое для всей страны событие: при невыясненных обстоятельствах умирает царевич Иван (по одной из версий сам Иван Грозный в очередном припадке гнева жезлом ударил царевича в висок). В ноябре 1581 года Иван Грозный сопровождает похоронную процессию сына в Москву и навсегда покидает «кровопийственный град».

## Александровская слобода в XVII—XVIII века
В начале XVII века Александровская слобода была сильно разрушена поляками: в 1609 и 1611 годах её дважды захватывали отряды во главе с Яном Сапегой. В 1609 году поляков из Слободы прогнал Михаил Васильевич Скопин-Шуйский, одержав победу на Каринском поле (в 2003 году на этом месте установлен памятный знак). В 1611 году Слободу от захватчиков освободили уже ополченцы Минина и Пожарского, после чего вместе со слободскими ратниками двинулись на пленённую Москву.
После Смуты, изрядно потрепавшей Александрову Слободу с окрестными сёлами и деревнями, Михаил Фёдорович Романов, как и предшествующие ему царствующие особы продолжал обустраивать свою загородную резиденцию в Слободском стане, как в то время называлась эта местность. Около 1630 года на месте разрушенного царского дворца для Михаила Фёдоровича был выстроен деревянный, с северной стороны от нынешней ограды Успенского женского монастыря. Современники называли новую царскую резиденцию «старым дворцом»: под таким названием она просуществовала около ста лет — до 1730 годов, затем сгорела и больше не восстанавливалась.
В период правления Алексея Михайловича местные купцы обратились к игумену близлежащего монастыря Лукиану за ходатайством перед царем о разрешении основать женский монастырь на развалинах царской резиденции столетней давности. Согласно монастырской летописи Успенского женского монастыря 15 апреля 1650 года царь Алексей Михайлович разрешает передать для «благого для» бывшую домовую церковь Василия III и примыкающую к ней с севера Каменную палату. Игумен Лукиан был первым духовником Успенского женского монастыря, после его смерти (1654 год) этот пост занял в 1658 году игумен Корнилий. Под его руководством началось строительство монастырских корпусов, которое продолжалось около 20 лет. Примерно в середине 1670-х годов к монастырю отошёл Троицкий собор.
В 1676—1677 годах в Успенском женском монастыре, по решению игумена Корнилия в честь царя Фёдора Алексеевича была возведена надвратная церковь Фёдора Стратилата. Сам государь передал в вечное владение монастырю 3 мельницы (одна из них была отобрана у крестьян Старой Слободы), и своим указом установил ежегодное жалование 200 монахиням. Успенский женский монастырь начал обслуживать царскую винокурню.
В 1689 году после прокатившихся слухов о том, что царевна Софья со стрельцами замышляет убить Петра Алексеевича и вдовствующую царицу Наталью Кирилловну, напуганный 17-летний Петр с матерью и женой Евдокией Фёдоровной бежит из своей резиденции в Преображенском селе сначала в Троице-Сергиев монастырь, а затем в загородную царскую резиденцию в Александровой Слободе. Вслед за Петром сюда приезжают патриарх Иоаким и верные Петру пешие и конные полки, вошедшие в историю под названием «потешных». Здесь на Немецких горах Петр проводит учения со своим «потешным полком». В 1694 году мать царя, Наталья Кирилловна Нарышкина, преподнесла в дар Успенскому женскому монастырю крест-мощевик с надписью «во здравие» своё, великого государя Петра I и внука своего Алексея Петровича.
.
В 1698 году по приказу царя Петра I к Распятской церкви-колокольне были пристроены платы для его сводной сестры Марфы Алексеевны. Её Петр I подозревал в поддержке стрелецкого мятежа 1689 года. В Успенском женском монастыре Марфу Алексеевну насильно постригли в монахини с именем Маргарита. В палатах при Распятской церкви-колокольне царевна жила до конца своих дней, и до нашего времени в покоях сохранились некоторые её личные вещи: изразцовая печь — образец печной майолики конца XVII века, икона «Страшный суд» 1696 года и красивые настенные росписи. В 1708 году Марфа Алексеевна умирает. Её похоронили в общей могиле на монастырском кладбище, а через 10 лет по просьбе сестёр — царевен Марии и Феодосии останки Марфы Алексеевны перенесли в подклет церкви Сретенья Господня — небольшой одноглавый храм, построенный на территории кремля в XVII веке (обе сестры через несколько лет похоронены там же). До наших дней эта усыпальница не сохранилась.
В 1718 года Успенский женский монастырь стал тюрьмой и для первой жены Петра I, Евдокии Фёдоровны. И поныне здесь находится картина с её изображением: в монашеском одеянии с раскрытой книгой в руках, под ней надпись славянской вязью: «Царица Евдокия Федоровна в монахинях, жена первая Петра Первого».
В 1708—1709 годы, когда были учреждены губернии, Александровская Слобода становится центром Александровского уезда Владимиро-Костромского наместничества.
В 1722 году вышел указ об организации ремесленных цехов. В Александровском уезде набирает силу кузнечное ремесло, домашнее ткачество, выделка и окраска кож.
С 1729 по 1741 годы в Александровской Слободе жила Елизавета Петровна, сосланная сюда императрицей Анной Иоанновной. Сначала она жила в старом Михайловском дворце, выстроенном ещё для царя Михаила Федоровича, а позже для неё на «царевой горе» возвели деревянный дворец на каменном основании (до наших дней он не сохранился — сгорел). Во времена Екатерины II в нём жил первый александровский городничий (этот пост был введён в 1778 году с присвоением Александрову статуса города).

## Уездный город
.
1 сентября 1778 года указом Екатерины Великой Слобода была преобразована в уездный город Александров Владимиро-Костромского наместничества. На то время численность населения Александрова по переписи составляла 1859 человек на площади 90 десятин. В 1781 году Александрову «по высочайшему соизволению» был жалован герб, в 1788-м утверждён первый регулярный план города, который лёг в основу последующих застроек. С 1796 года Александров становится уездным городом Владимирской губернии.
1 мая 1818 года в городе случился большой пожар, на посадской стороне выгорели все деревянные строения.
С начала XIX века история города тесно переплетена с династиями купцов и фабрикантов Барановых и Зубовых, развивавших ткацкое дело (не только в Александрове, но ещё в Карабаново и Струнино). Товары их мануфактур получили широкую известность далеко за пределами Российской империи.
В августе 1823 года в городе был проездом Александр I. Он останавливается в лучшем на то время доме города — доме купцов Степана и Михаила Ивановичей Зубовых, на улице Стрелихе (ныне Стрелецкая Набережная, 11).
В 1847 году после Петербургской ярмарки за большой вклад в развитие мануфактурного производства в России Император Николай I пожаловал Ивану Фёдоровичу Баранову право изображать на своих товарных ярлыках государственный герб России.
В 1874—1875 годах в Александрове открываются женская гимназия (первое официальное учебное заведение) и трёхклассное городское училище, в котором первое время обучение было платным.

### Строительство железной дороги
Быстрому развитию промышленности в пореформенный период как в Александровском уезде, так и в других районах России в значительной степени способствовало развернувшееся в середине XIX века строительство железных дорог.
Основными путями, связывавшими Александров и уезд с внешним миром, были старинные тракты: Москва — Ярославль и Москва — Нижний Новгород, по просёлочным ответвлениям которых осуществлялся подвоз сырья и материалов на предприятия уезда и вывоз готового товара на рынки сбыта. Безусловно, что возрастающие потребности действовавших и нарождающихся предприятий в перевозках могли обеспечить новые мобильные пути сообщения. Надежда на них у александровских фабрикантов появилась с началом строительства акционерным обществом И. Ф. Мамонтова в 1859 году Московско-Ярославской железной дороги.
В 1862 году была введена в эксплуатацию железнодорожная линия на участке от Москвы до Сергиева Посада. Еще до этого события ходили слухи, что проектно-изыскательские работы на продолжение прокладки дороги до Ярославля велись по линии, параллельной старинному Петровскому тракту: от Сергиева Посада через Рогачёво —Тириброво — Лисавы на Переславль-Залесский и Ростов.
Такое направление дороги вызвало беспокойство и несогласие александровских купцов и предпринимателей, в особенности фабрикантов Барановых.
В феврале 1867 года Правление «Общества Московско-Ярославской железной дороги», которое после смерти отца возглавил его сын — Савва Иванович Мамонтов, обратилось в правительство с ходатайством о продолжении работ по строительству железнодорожной линии от Сергиева Посада на Ярославль. Гулявшие ранее слухи о прокладке её вдоль Петровского тракта становились для многих александровцев очевидным фактом. Вспыхнула «земельная лихорадка»: вдоль оси будущей дороги предприимчивые люди стали спешно скупать пустоши, гари, лесные участки и открывать свои предприятия.
Появляются стекольные заводы сестер Мухановых (ныне пос. Факел Московской области), Е. Г. Добровольского (пос. Красное пламя), лесопильный завод Первушина (пос. Маёвка), фарфоровый завод Е. В. Сабанина (пос. Искра), химический завод братьев Афанасьевых (д. Монастырёво).
Однако Барановы, Зубовы, Растворовы, Ивановы старались, во что бы то ни стало добиться поворота дороги на Александров. В ход были пущены письменные прошения, личные знакомства и связи в министерских кругах, и в итоге цель была достигнута. По представлению Кабинета министров на «высочайшее утверждение» 7 июня 1868 года было определено направление дороги на Ярославль не через Переславль-Залесский, а через Александров. Свою резолюцию на данном представлении поставил царь Александр II.
Движение от Сергиев Посада до Ростова через Александров было открыто 1 января 1870 года. В 1896 году была построена железная дорога до Иваново-Вознесенска и Кинешмы. В 1903 году построено здание железнодорожного вокзала — один из архитектурных памятников города.

### Александровская республика
.
7 декабря 1905 года в Александрове рабочие фабрик Сергея Баранова и Ивана Беляева и в селе Струнино рабочие фабрики Асафа Баранова общим количеством 4300 человек объявили забастовку, разоружив и арестовав при этом находившуюся на фабриках полицию.
8 декабря в 15 часов около 2500 александровских и струнинских рабочих с красным флагом и пением Марсельезы прошли с Барановской фабрики на городскую площадь, где состоялся митинг. Около 60 человек рабочих были вооружены охотничьими ружьями. В числе прочих на митинге выступали фабрикант Сергей Баранов, портной Сизов и приезжий неизвестный человек в военной форме.
9 декабря рабочие во главе с Барановым и рабочим барановской фабрики социал-демократом Федором Калининым разоружили находившуюся в городском казначействе полицию во главе с исполнявшим обязанности исправника Наумовым. Саперный батальон, квартировавшийся в городе, при этом не предпринимал никаких действий. После разоружения и ареста полиции «начальство над городом и уездом» принял на себя командир саперного батальона Шадрин, о чём в тот же день уведомил Владимирского губернатора.
10 декабря в первой половине дня Сергей Баранов, руководивший восстанием, прибыл для  переговоров с Шадриным в Казармы саперного батальона, где был арестован и заключен под стражу. Руководство восстанием взял на себя Ф. И. Калинин. Во второй половине дня рабочие предприняли попытку освободить С. Баранова и подошли к воротам казарм, но были расстреляны солдатами.
В ночь с 11 на 12 декабря солдатами батальона в результате неожиданного нападения на фабрику Баранова были освобождены и. о. исправника Наумов и двое городовых.
Вечером 12 декабря в Александров из Иваново-Вознесенска прибыл отряд казаков, и восстание в городе было подавлено. Пятидневное, революционное восстание рабочих местных фабрик вошло в российскую историю под названием «Александровской республики».

## Новейшая история
10 июня 1917 года в свет выходит первая александровская газета — «Голос труда» (издается до сих пор). Первым её редактором был большевик Степан Базунов, в честь которого в Александрове названа улица, а его родная деревня Щеголеново переименована в Базуново.
В 1924 году в Александрове был создан Александрово-Владимирский хлопчатобумажный трест союзного подчинения, куда вошли ткацкие фабрики имени Ф. И. Калинина, имени 3-го Интернационала (Карабаново) и «5-й Октябрь» (Струнино).
В 1926 году для рабочих, в первую очередь железнодорожников, на месте старинных царских конюшен, строится клуб.
В 1920—1930 годы были переименованы многие городские улицы. Например, улица Кокуиха стала называться Первомайской, Староконюшенная — Военной, Рождественская — Свердлова.
В январе 1929 года Александров становится административным центром Александровского района и Александровского округа Ивановской Промышленной области.
В 1930 году в Александрове вступила в строй первая электростанция, что позволило размещать в городе современные наукоёмкие производства. 23 июля 1930 года упразднён Александровский округ, район перешёл в непосредственное подчинение области.
В 1932 году из Москвы в Александров переезжает радиозавод № 3, что положило начало развитию в городе радиотехнической промышленности, ставшей впоследствии ведущей в стране. В первые годы был налажен выпуск радиоприёмников СВД-1, СВД-9, СВГ-К и проч. В 1949 году был разработан и выпущен первый телевизор КВН. Одновременно с заводскими цехами, на современной улице Радио возводится рабочий поселок завода.
В 1935 году в соборе Рождества Христова (закрывшемся, как и другие в 1923 году) открывают кинотеатр, где шла первая звуковая кинокартина «Песнь о счастье».
11 марта 1936 года Ивановская Промышленная область разделяется на Ивановскую и Ярославскую. Александровский район остаётся в Ивановской.
В 1938 году александровское предприятие «Возрождение» переименовывают в фабрику «Искусственных кожевенных деталей», сокращённо «Искож», которая также становится на долгие годы одним из градообразующих предприятий.
В XX веке Александров получил известность и как «столица 101-го километра», где вынуждены были жить общественные деятели, ставшие жертвами сталинских репрессий. Среди них венгерский писатель Йожеф Лендьель, художник Виктор Тоот, переводчик Борис Лейтин, архитектор и археолог Пётр Барановский, физикохимик Лев Полак.
В годы Великой Отечественной войны воевать ушло 26 тысяч александровцев (половина не вернулась), 9 из них удостоены звания Героя Советского Союза: П. И. Галин, Н. П. Гусев, П. С. Докучаев, Ф. А. Ермаков, Н. Г. Молев, А. А. Перфильев, И. И. Прошин, А. П. Чулков и С. М. Шувалов. Более 10 тысяч александровцев были награждены медалью «За доблестный труд в Великой Отечественной войне 1941—1945 гг.».
Во время войны Александровский радиозавод выпускает радиостанции для нужд советской армии. После войны он выпускает массовые приемники «АРЗ», «Рекорд» и другие, с 1949 года налажен выпуск телевизоров «КВН-49», а с начала 50-х — «Рекорд».
К 50-летию Советской власти радиозавод освоил производство телевизоров с цветным изображением.
14 августа 1944 года образуется Владимирская область. Александров и район вошли в её состав.
26 октября 1956 года в Александрове принят в эксплуатацию лабораторный корпус Всесоюзного научно-исследовательского института пьезоматериалов (ВНИИП). За короткое время институт не только дал новые рабочие места, но и внес дух интеллигентности в сугубо «пролетарский» Александров. 10 апреля 1963 года ВНИИП преобразован во Всесоюзный научно-исследовательский институт синтеза минерального сырья (ВНИИСИМС), технологии и продукция которого долгое время не имела аналогов в мире.
К 1960-м годам Александров уже становится крупным промышленным центром. Активный рост радиотехнической промышленности приводит к открытию большого завода полупроводников имени 50-летия Октября (позднее ПО «Элекс», позднее ЗАО НПК «Далекс»), цеха которого быстро наполняются современнейшими станками и ЭВМ.
23 июля 1961 года в городе прошли массовые беспорядки — 1200 человек вышли на улицы города и двинулись к горотделу милиции на выручку двоим своим задержанным товарищам. Милиция применила оружие, в результате четверо были убиты, 11 ранены, на скамье подсудимых оказались 20 человек.
В 1970 году Александров включён в список 115 исторических городов, имеющих ценные градостроительные ансамбли и комплексы, памятники истории и культуры, природные ландшафты и древний культурный слой, охраняемые государством.
В 1960-80-е годы Александров переживает период расцвета, период активного развития разных форм промышленного производства; в связи с ростом населения строятся новые микрорайоны (Черёмушки, ЦРММ), формируется тот облик города, который сохранился и по сей день.
В 1990-е годы на фоне общероссийского экономического спада одно за другим останавливаются градообразующие предприятия: «Рекорд», «Элекс», «ИСКОЖ», «ВНИИСИМС», что приводит к бегству квалифицированной рабочей силы в Москву.
В начале 2000-х свой завод по сборке телевизоров и бытовой техники открывает турецкая фирма Vestel.
В 2013 году Александровской Слободе исполнится 500 лет со дня основания.